# Euphorbia araucana
Euphorbia araucana är en törelväxtart som beskrevs av Rodolfo Amando Philippi. Euphorbia araucana ingår i släktet törlar, och familjen törelväxter. Inga underarter finns listade i Catalogue of Life.